# Arrheniusita-(Ce)
La arrheniusita-(Ce) és un mineral de la classe dels silicats que pertany al grup de la vicanita. Rep el nom en honor de Carl (Karl) Axel Arrhenius (29 de març de 1757, Estocolm, Suècia - 20 de novembre de 1824, Estocolm, Suècia), oficial de l'exèrcit, químic i descobridor de la gadolinita-(Y) a la famosa pedrera de pegmatita de Ytterby, Suècia.

## Característiques
La arrheniusita-(Ce) és un silicat de fórmula química CaMg[(Ce₇Y₃)Ca₅](SiO₄)₄(Si₂B₃AsO18)(BO₃)F11. Va ser aprovada com a espècie vàlida per l'Associació Mineralògica Internacional l'any 2019. Cristal·litza en el sistema trigonal. És l'anàleg de Mg-As de la hundholmenita-(Y). És una espècie similar a la vicanita-(Ce) i a la laptevita-(Ce) en ocupació parcial de B al lloc T5.
L'exemplar que va servir per a determinar l'espècie, el que es coneix com a material tipus, es troba conservata les col·leccions mineralògiques del Museu Suec d'Història Natural, situat a Estocolm (Suècia), amb el número de col·lecció: geo-nrm #19540155.

## Formació i jaciments
Va ser descoberta a la mina Östanmossa, situada a la localitat de Norberg, al comtat de Västmanland (Suècia), on es troba en forma de grans anèdrics, rarament de fins a 0,8 mm de diàmetre. Aquesta mina sueca és l'únic indret de tot el planeta on ha estat descrita aquesta espècie mineral.